# Matea Vrdoljak
Matea Vrdoljak (Spalato, 19 novembre 1985) è un'ex cestista croata.

## Carriera
Con la Croazia ha disputato i Campionati europei del 2013.